# La Motte (Var)
La Motte ist eine französische Gemeinde mit 3050 Einwohnern (Stand 1. Januar 2022) im Département Var in der Region Provence-Alpes-Côte d’Azur. Sie gehört zum Arrondissement Draguignan und zum Kanton Flayosc. Die Bewohner werden Mottois und Mottoises genannt.
Die Gemeinde erhielt 2023 die Auszeichnung „Eine Blume“, die vom Conseil national des villes et villages fleuris (CNVVF) im Rahmen des jährlichen Wettbewerbs der blumengeschmückten Städte und Dörfer verliehen wird.

## Geographie
La Motte liegt in der Provence, etwa acht Kilometer südöstlich von Draguignan. Die Gemeinde befindet sich am Rand einer von Flüssen und Kanälen gut bewässerten, fruchtbaren Ebene im Schutz des Rousset und des Peyblou, den bewaldeten Hügeln im Norden der Gemeinde. Im Osten ist La Motte durch den Endre begrenzt, der zum Teil in eine Golfanlage integriert wurde. Im Süden der Ortschaft befindet sich der kleine Fluss Nartuby der am Saut du Capelan einen etwa 22 Meter hohen Wasserfall bildet.
Vom Ort aus führen markierte Wanderwege in die Waldkiefernwälder der Umgebung zum Massif du Peyblou, Le Plateau und Les Garassins.
Umgeben wird La Motte von den sechs Nachbargemeinden:
| Figanières                   | Callas                                      |        |
| Draguignan Trans-en-Provence | Kompassrose, die auf Nachbargemeinden zeigt |        |
| Les Arcs                     |                                             | Le Muy |

## Geschichte
Das Gebiet von La Motte war bereits in römischer Zeit besiedelt. Der heutige Name erscheint erstmals im Jahr 1030 als La Mota.
In Urkunden aus dem 11. und 12. Jahrhundert wurde der Ort als Motta-Lamberti bezeichnet. Im Jahr 1044 gab Vicomte Guillaume de Marseille den Ort der Abtei Saint-Victor zu Lehen. Das Priorat Motta (provenzalisch Moutto) wurde vom Kapitel Saint-Victor an Abt Le Blance, den Prior von La Celle, im Austausch gegen ein anderes Gebiet abgetreten. Die Herrschaft ging später an die Familie Villeneuve über und wurde schließlich von der Gemeinde zurückgekauft.
Am 15. August 1944 landeten alliierte Fallschirmspringer im Rahmen der Operation Dragoon um 2:30 morgens im zu La Motte gehörenden Weiler Mitan und richteten dort den amerikanischen Generalstab ein. Auf diese Weise wurde La Motte zum ersten befreiten Ort der Provence.

## Bevölkerungsentwicklung
| La Motte: Einwohnerzahlen von 1793 bis 2016                                                                                | La Motte: Einwohnerzahlen von 1793 bis 2016 | La Motte: Einwohnerzahlen von 1793 bis 2016 | La Motte: Einwohnerzahlen von 1793 bis 2016 | La Motte: Einwohnerzahlen von 1793 bis 2016 |
| --- | ------------------------------------------- | ------------------------------------------- | ------------------------------------------- | ------------------------------------------- |
| Jahr |                                             |                                             |                                             | Einwohner                                   |
| 1793 | 1793                                        |                                             | 670                                         | 670                                         |
| 1800 | 1800                                        |                                             | 664                                         | 664                                         |
| 1806 | 1806                                        |                                             | 709                                         | 709                                         |
| 1821 | 1821                                        |                                             | 751                                         | 751                                         |
| 1831 | 1831                                        |                                             | 853                                         | 853                                         |
| 1836 | 1836                                        |                                             | 810                                         | 810                                         |
| 1841 | 1841                                        |                                             | 887                                         | 887                                         |
| 1846 | 1846                                        |                                             | 851                                         | 851                                         |
| 1851 | 1851                                        |                                             | 811                                         | 811                                         |
| 1856 | 1856                                        |                                             | 832                                         | 832                                         |
| 1861 | 1861                                        |                                             | 875                                         | 875                                         |
| 1866 | 1866                                        |                                             | 906                                         | 906                                         |
| 1872 | 1872                                        |                                             | 883                                         | 883                                         |
| 1876 | 1876                                        |                                             | 916                                         | 916                                         |
| 1881 | 1881                                        |                                             | 833                                         | 833                                         |
| 1886 | 1886                                        |                                             | 794                                         | 794                                         |
| 1891 | 1891                                        |                                             | 710                                         | 710                                         |
| 1896 | 1896                                        |                                             | 704                                         | 704                                         |
| 1901 | 1901                                        |                                             | 713                                         | 713                                         |
| 1906 | 1906                                        |                                             | 687                                         | 687                                         |
| 1911 | 1911                                        |                                             | 657                                         | 657                                         |
| 1921 | 1921                                        |                                             | 629                                         | 629                                         |
| 1926 | 1926                                        |                                             | 665                                         | 665                                         |
| 1931 | 1931                                        |                                             | 666                                         | 666                                         |
| 1936 | 1936                                        |                                             | 605                                         | 605                                         |
| 1946 | 1946                                        |                                             | 629                                         | 629                                         |
| 1954 | 1954                                        |                                             | 623                                         | 623                                         |
| 1962 | 1962                                        |                                             | 676                                         | 676                                         |
| 1968 | 1968                                        |                                             | 818                                         | 818                                         |
| 1975 | 1975                                        |                                             | 1.007                                       | 1.007                                       |
| 1982 | 1982                                        |                                             | 1.557                                       | 1.557                                       |
| 1990 | 1990                                        |                                             | 1.993                                       | 1.993                                       |
| 1999 | 1999                                        |                                             | 2.345                                       | 2.345                                       |
| 2006 | 2006                                        |                                             | 2.772                                       | 2.772                                       |
| 2011 | 2011                                        |                                             | 2.948                                       | 2.948                                       |
| 2016 | 2016                                        |                                             | 2.875                                       | 2.875                                       |
| Quelle(n): EHESS/Cassini bis 1999, INSEE ab 2006 Anmerkung(en): Ab 1962 offizielle Zahlen ohne Einwohner mit Zweitwohnsitz |                                             |                                             |                                             |                                             |

## Sehenswürdigkeiten
- Kirche Saint-Victor mit Ursprüngen aus dem 11. Jahrhundert
- Kapelle Saint-Jean-Bosco
- Kapelle Saint-Michel

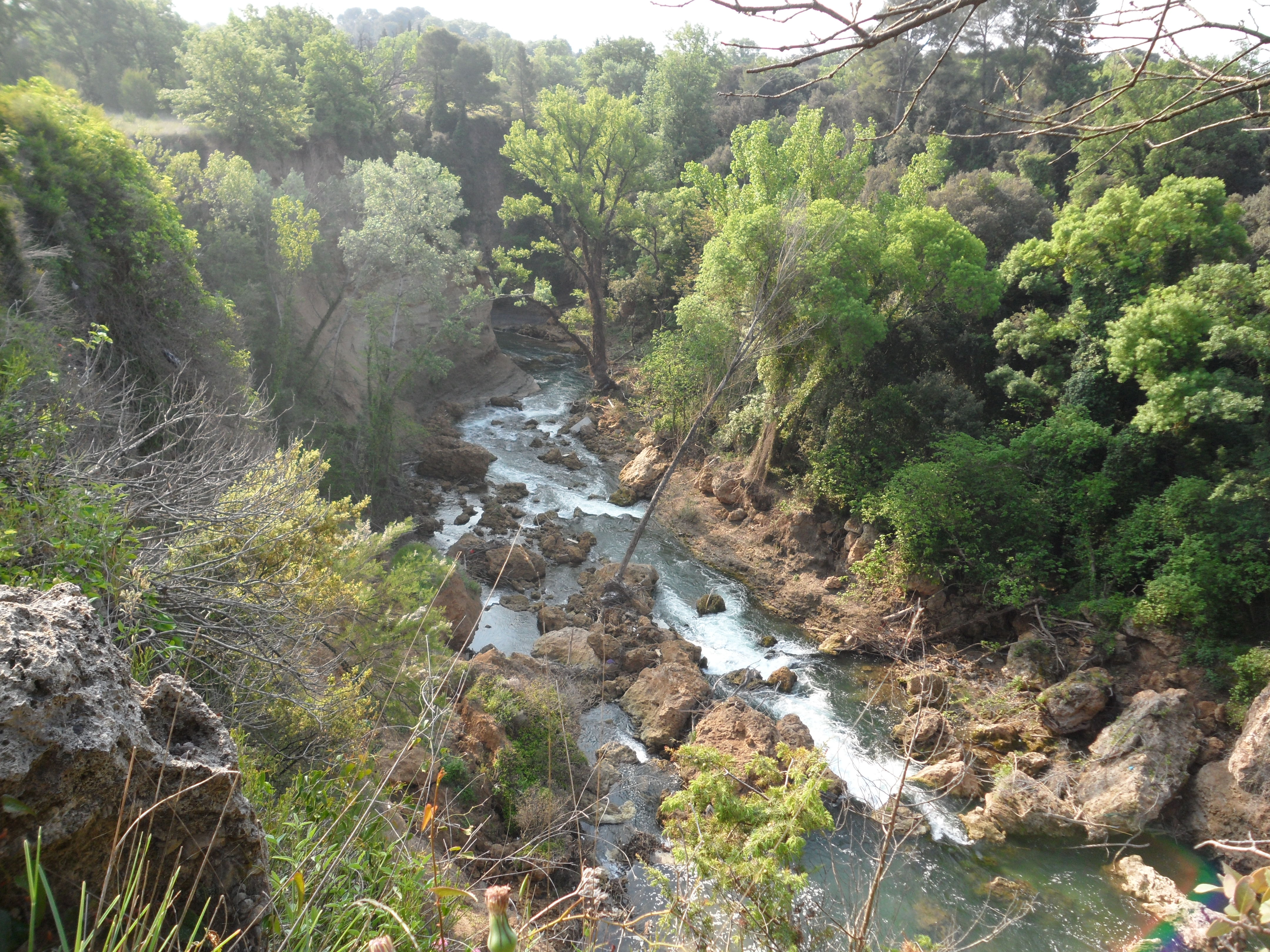
Der Fluss Nartuby
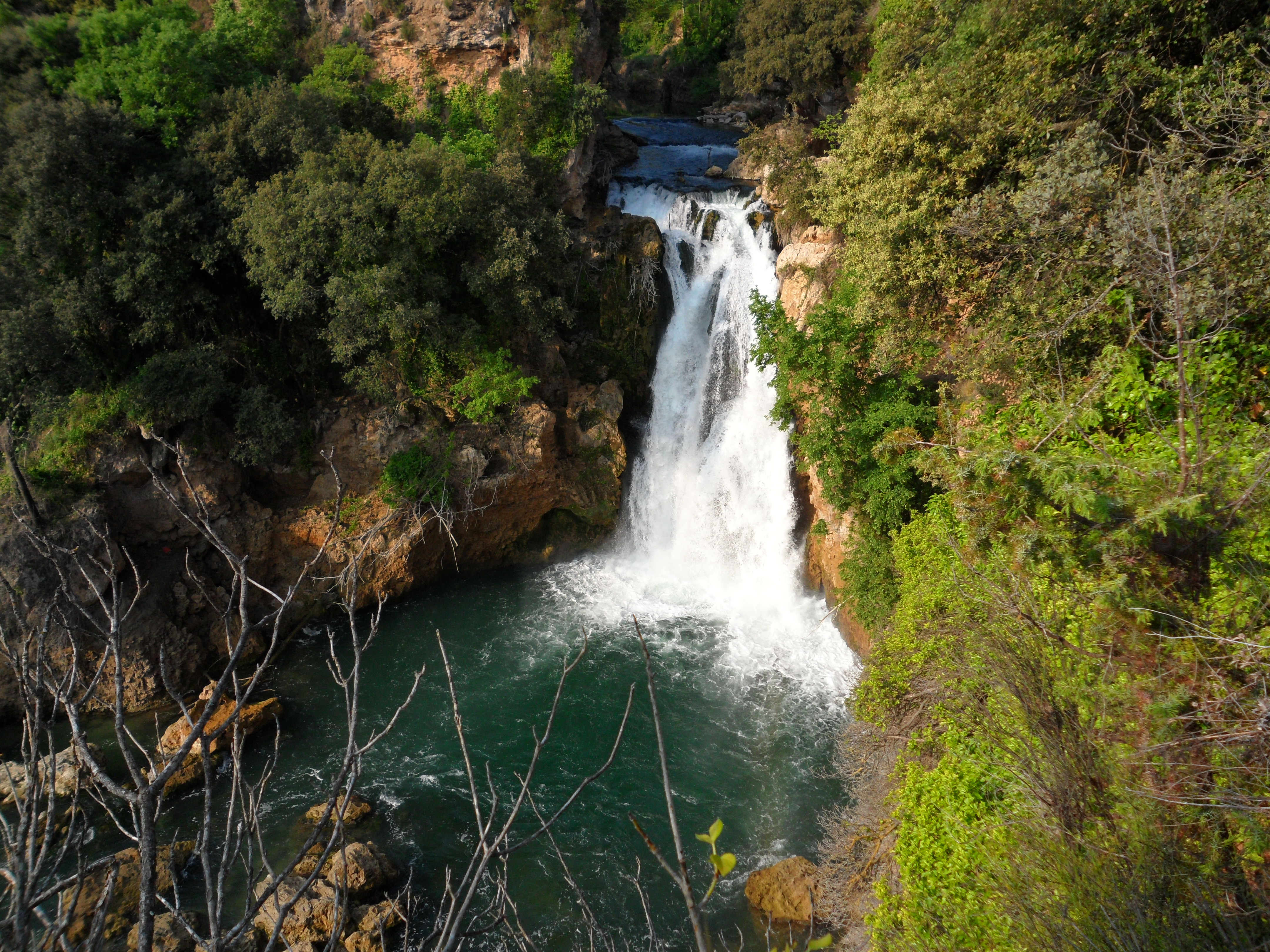
Wasserfall Le Capelan am südwestlichen Rand der Gemeinde
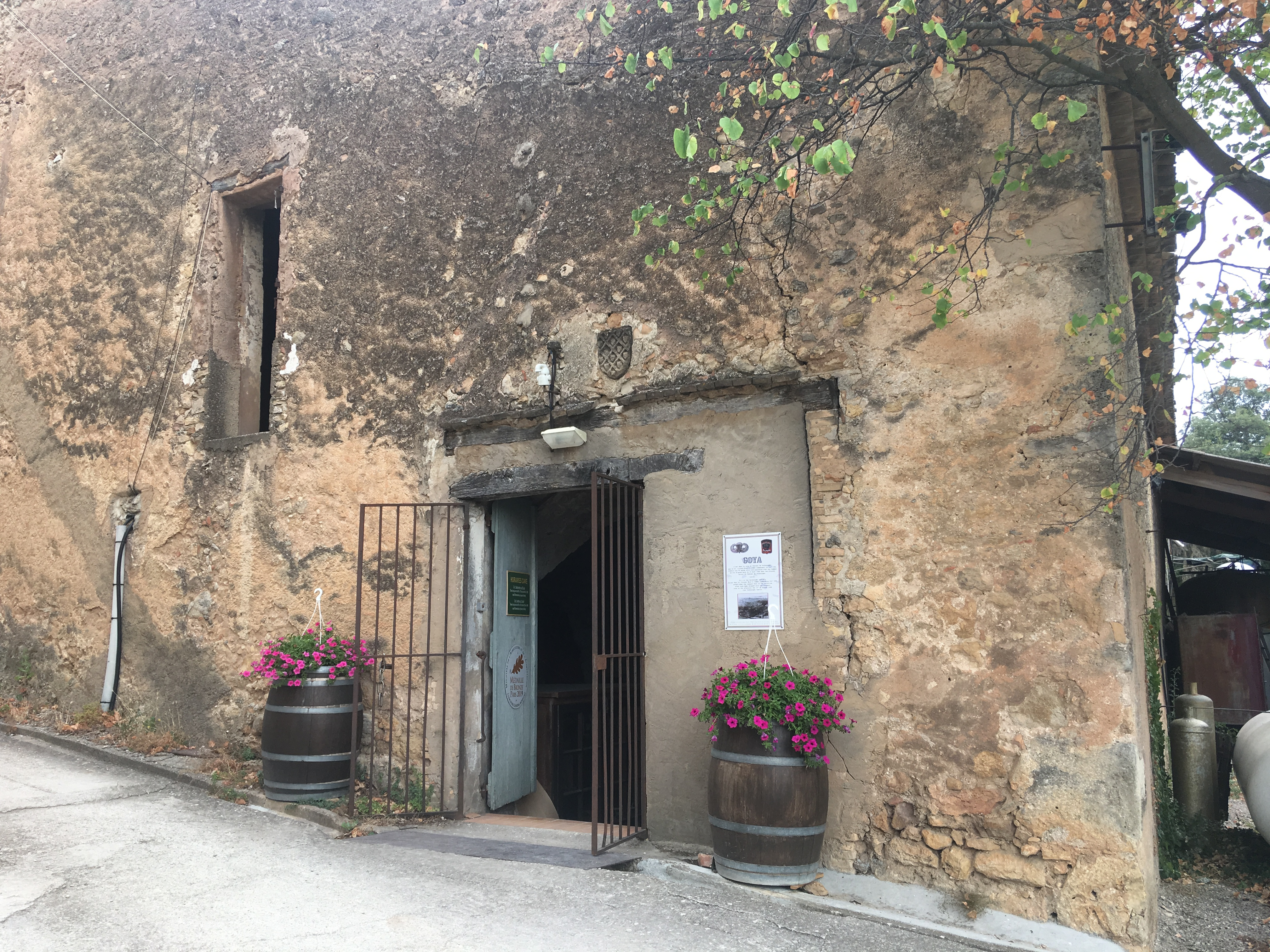
Schloss Valbourgès mit Gedenktafel für die Befreiung und Einrichtung des amerikanischen Generalstabs
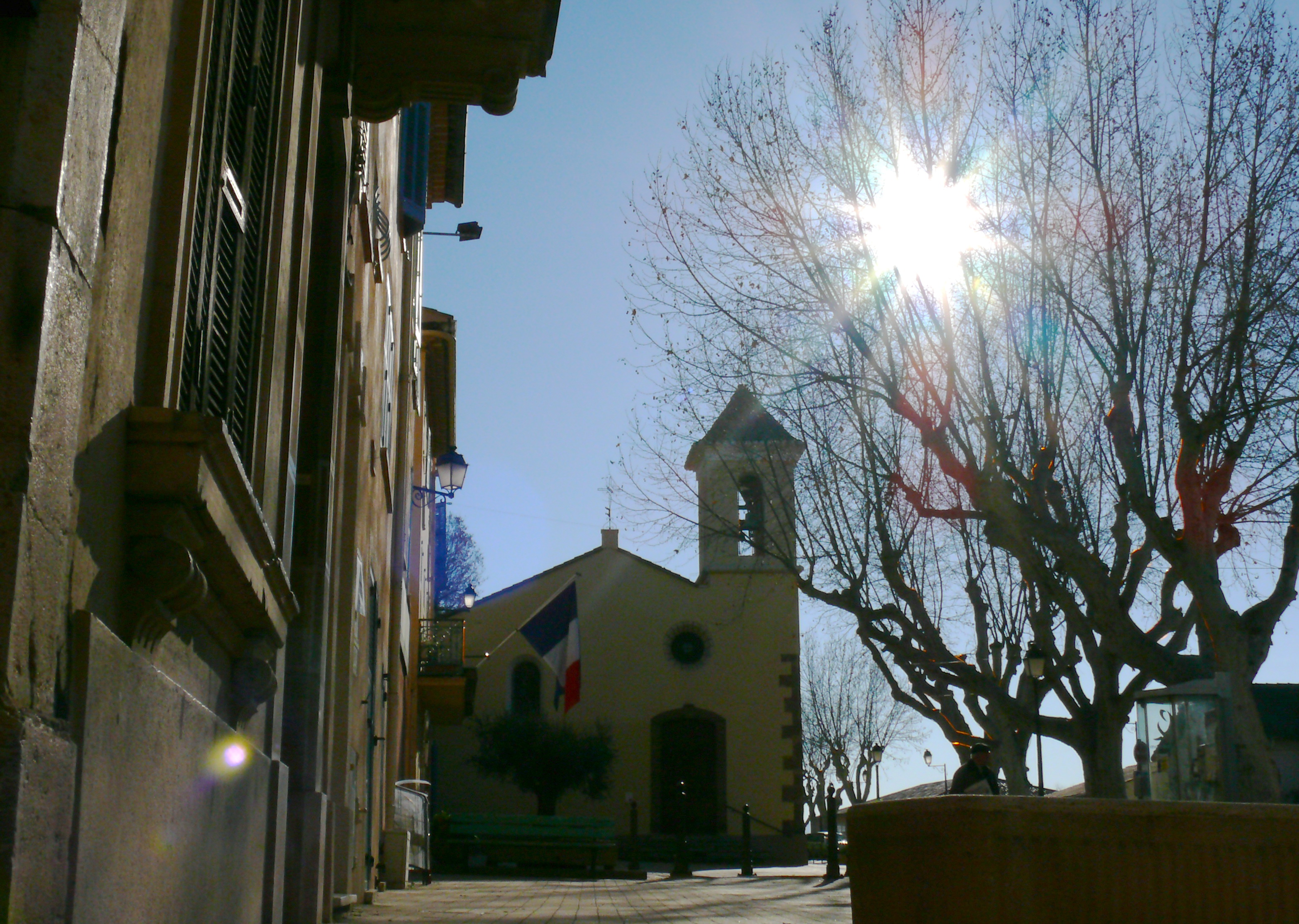
Kirche Saint-Victor
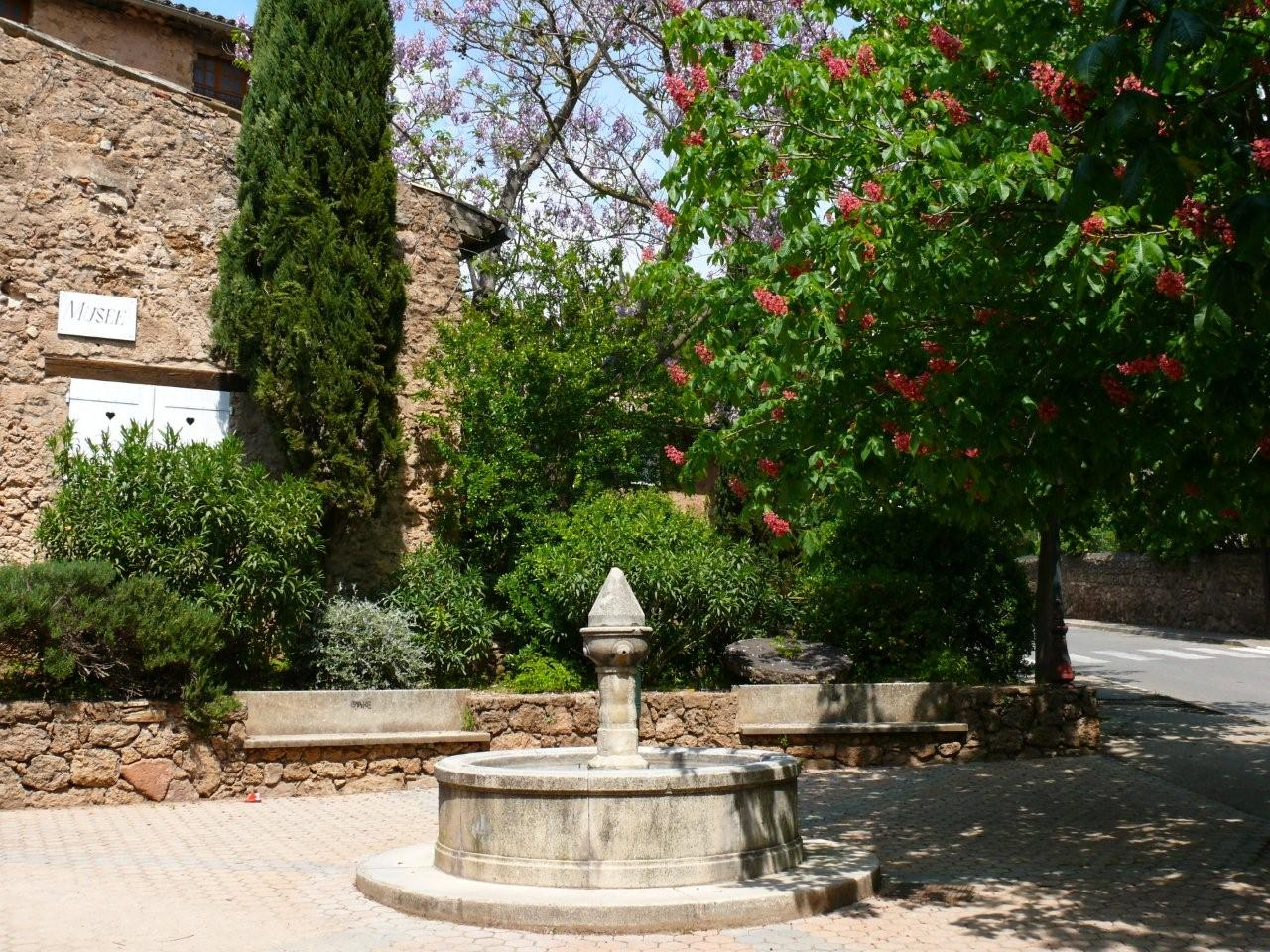
Die Mühle im Zentrum
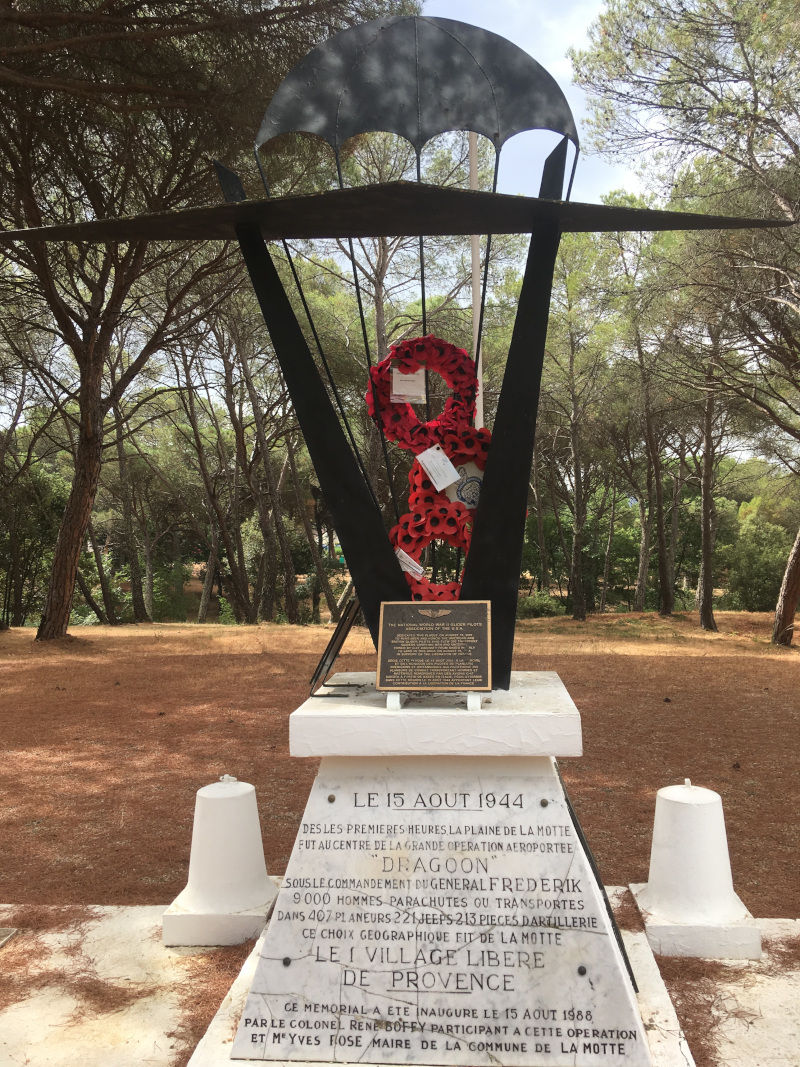
Mahnmal

## Wirtschaft
Die Region ist von einer vielfältigen Landwirtschaft geprägt. Weinberge, Olivenhaine, Obstplantagen, Melonenfelder und Gewächshäuser mit Rosen, Nelken und Chrysanthemen bestimmen das Landschaftsbild und Wirtschaftsleben. Die teils genossenschaftlich produzierten Qualitätsweine dürfen das Schutzsiegel AOC Côtes de Provence tragen. Ergänzt wird der Landbau durch Seidenraupenzucht und Fischkulturen.

## Gemeindepartnerschaft
Seit 1983 ist die Gemeinde durch eine Partnerschaft verbunden mit dem mittelalterlichen Städtchen Saint-Ursanne am Clos du Doubs im schweizerischen Kanton Jura.